# Partidor de Sotaia
El Partidor de Sotaia, también llamado de Potríes o del Canó, es un partidor de aguas ubicado la partida de La Mitjana, en la parte noroeste del municipio de Potríes (Valencia). Este partidor distribuye parte del caudal de la acequia Común de Oliva (Séquia Comuna d'Oliva) entre la acequia de Miramar (también llamada de Sotaia) y el Fil del Molí, continuando otra parte del caudal por la misma acequia Común de Oliva.

## Contexto
Los partidores son instalaciones para distribuir un suministro de agua aplicando una norma preestablecida entre unas partes implicadas. En este caso se extrae agua de la acequia Común de Oliva, para la de Miramar o Sotaia y el Fil del Molí.
Debido a la importancia del sistema hidráulico y su correcto funcionamiento según las normas, el partidor está encerrado en un edificio inviolable, con las entradas y salidas de agua protegidas con rejas de hierro, y con la única puerta de acceso cerrada con dos llaves, una para el acequiero de Gandía y otra para el acequiero de Oliva.
Fernando Sendra, en su descripción del molíno dels Anoers, afirma que el cano de Potríes realiza la siguiente división de las aguas: 7 filas a la acequia de Oliva, 2 a la acequia de Miramar i 1 a la acequia de Sotaia (únicamente para riego).Por otra parte, en la obra dirigida por Jorge Hermosilla para la Confederación Hidrográfica del Júcar,se afirma que la acequia de Sotaia y la de Miramar son la misma, y se indica la presencia del Fil del Molí, lo que también lo hace Josep Antoni Gisbert a la ficha para la Dirección de Patrimonio Cultural de la Generalitat Valenciana.
El uso del partidor de Sotaia es básicamente la conducción de aguas para el regadío y actividades industriales (tradicionalmente molinería).

## Historia
Este partidor es de gran antigüedad. Fue construido en el siglo XV o quizás en época anterior. Se remonta a antes del año 1511, pues ya aparece mencionado en la concordia de dicho año. Existe una concordia sobre su construcción, aunque hay constancia de que anteriormente ya existía otro partidor llamado de Ferrús o del Ferrug.
La caseta tiene anotada en una de sus piedras la fecha de 1849, en la que padeció alguna reforma o reparación. En la década de 1960 se realizó una  Intervención sobre el edificio, posiblemente una reconstrucción.

## Descripción
El partidor se encuentra en el interior de una caseta rectangular y abovedada, realizada con mampostería careada y mortero de cal. Posee dinteles en las entradas y salidas del agua así como rejas, y una pequeña puerta en la cara suroeste. Su estado de conservación es excelente.

### Partidor
Edificio de planta rectangular, levantado sobre el cauce de la acequia. Está cubierto por una bóveda rebajada. Se orienta de suroeste a noroeste, lo que coincide con la dirección de las aguas y de la acequia.
Por lo que respecta a sus dimensiones, la anchura de la base es 5,90 m y la longitud en la clave de la bóveda es 5,49 m. Los dinteles que cubren los vanos de entrada y salida de aguas tiene una longitud media de 2,15 m, siendo la anchura media de estos vanos de 1,72 m. El vano de ingreso al partidor mide 1,50 m de alto por 0,90 m de ancho.
La fábrica del edificio es de mampostería careada y mortero de cal, con verdugadas de ladrillo macizo en las caras noroeste y suroeste, las que corresponden a la salida y entrada de aguas respectivamente. Se localizan grandes sillares de piedra caliza en las cantoneras, y en las jambas y dinteles de las entradas y salidas del agua, así como en la puerta de acceso al interior, abierta en el muro noroccidental.
La cara suroeste dispone dos amplios vanos en la parte inferior del paramento, por donde penetra el agua que transporta la acequia. Estos se cierran mediante rejas de hierro que están empotradas en los grandes sillares calcáreos de las jambas y los dinteles. En la parte superior y a la altura de los vanos inferiores, se abren dos pequeños huecos rectangulares enmarcados por losas de piedra. Esta misma disposición se puede observar en la cara opuesta, por donde salen las aguas, salvo que los pequeños vanos sobre las salidas de agua son algo mayores y que en el centro del paramento se sitúa una piedra, enmarcada por ladrillos macizos, con la inscripción 1849.
La bóveda rebajada está construida mediante hiladas de mampostería con mortero de cal. En la clave se observa como se sitúan los mampuestos más finos en posición vertical. Un compacto enfoscado, recubre la bóveda, hecho a base de mortero de cal con abundantes gravas y cantos rodados de pequeño y mediano calibre. Posee en la parte superior restos de un enlucido de argamasa de cal que la cubría, al igual que los muros laterales.
Los muros laterales se asientan en un cuerpo de sillares de piedra caliza, observándose uno de ellos en la entrada del edificio, y los demás se intuyen al penetrar en el interior. El vano rectangular de acceso se cierra mediante portón de madera revestido de chapa de hierro, dotado de un cerrojo de hierro forjado.

#### Interior
A la altura de la puerta de acceso, al interior del edificio, se sitúa un banco de piedra corrido sobre el que se colocan los dientes de piedra que dividen las aguas. Cada espacio entre dientes representa una fila de agua. El agua que penetra al partidor al llegar a este punto se divide en varias filas, asignándose unas medidas determinadas a los distintos cauces que surgirán del partidor. El suelo del partidor se considera que está enlosado con piedra, por lo menos el tramo inmediatamente posterior al banco, ya que aquí se produce un salto de agua. Este sistema es similar al observado en otros partidores del sistema, como la Casa Fosca o la Casa Clara.

### Conexión a acequias
El tramo de la acequia Común de Oliva inmediatamente anterior al partidor posee una estructura ligeramente curva, que al aproximarse al mismo se hace rectilínea. Esta disposición de aumento de las dimensiones del cajero a medida que la acequia se aproxima al partidor se debe a que, de este modo, el agua llega mucho más mansa, penetrando a nivel y sin turbulencias, facilitando su correcta distribución. Los muros que limitan la acequia están construidos con una mezcla de argamasa de cal con abundantes gravas y cantos rodados de pequeño y mediano calibre. Se levantaron mediante un encofrado que se rellenó con el material antes descrito, enluciéndose después con una argamasa de cemento hidráulico. El suelo de la acequia presenta semejante fábrica. En opinión de Gisbert Santonja, estos muros cubren y se construyeron sobre otros más antiguos de mampostería irregular y mortero de cal hidráulica que se pueden observar a unos metros aguas arriba, en el margen derecho de la acequia. Por la Concordia de 1511 se sabe que los márgenes del cajero en la parte curvada de la acequia eran muy bajos por lo que se decidió construirlos más altos. La profundidad media de la acequia es de 75 cm. La anchura de la acequia junto al partidor es 4,60 m, a unos 10 m. aguas arriba la anchura es de 3 m La anchura de los muros laterales es de 35 cm.
En el tramo a su salida del partidor del Cano-Sotaia, la acequia Común de Oliva lleva una orientación suroeste-noroeste pero a pocos metros del partidor hace un leve giro y toma dirección este. El cajero es de sección cuadrada, con los muros laterales construidos con una mezcla de argamasa de cal, cantos rodados de pequeño calibre y gravillas; está cubierto por un enlucido fino de mortero de cemento hidráulico. El muro se debió levantar con encofrado de madera. El suelo de la acequia presenta fábrica similar. En opinión de Gisbert Santonja, es posible que estos muros enmarquen otros más antiguos de mampostería, al igual que es posible que el suelo de la acequia inmediato al partidor sea de losas de piedra. Esta acequia es con toda seguridad anterior a la Concordia de 1511, ya que en este documento aparece citada. Por la acequia discurren las aguas de siete de las diez puertas que posee el partidor, regándose tierras de los términos de Rafelcofer, Alqueria de la Condesa, Piles y Oliva. 